# Claws Mail
Claws Mail — клієнт електронної пошти для Linux, Mac OS X та інших UNIX-подібних операційних систем, у тому числі мобільної платформи Maemo. Існує порт для операційної системи Windows. Розповсюджується безплатно, під ліцензією GPL v3.

## Історія створення
Claws Mail існує з квітня 2001 року. Спочатку іменувався як Sylpheed-Claws і змінив найменування на Claws Mail в листопаді 2006 року. Основною метою створення Sylpheed-Claws було тестування нових можливостей «прабатька» іншого поштового клієнта — Sylpheed, щоб не впливати на стабільність Sylpheed. Розробники Sylpheed-Claws регулярно синхронізували початковий код з Sylpheed, і автор Sylpheed, Хіроюкі Ямамото (Hiroyuki Yamamoto), використовував нові уподобані йому можливості.
Спочатку Sylpheed і Claws Mail базувалися на GTK1. Робота над версіями GTK2 стартувала на початку 2003 року, і перша версія Sylpheed-Claws, заснована на GTK2, була випущена в березні 2005 року. Відтоді шляхи Sylpheed і Sylpheed-Claws розійшлися, і Sylpheed-Claws стала існувати самостійно. Згодом Sylpheed-Claws був перейменований Claws Mail.

## Особливості
- Швидкий легкий повноцінний графічний клієнт електронної пошти
- Підтримує основні протоколи обміну поштою (POP3, SMTP, IMAP4rev 1, NNTP, Usenet News, SSL)
- Повна підтримка шифрування GnuPG
- Система плаґінів, в тому числі анти-спам, перегляд PDF, HTML, PGP